# Hans Püschel
Hans Püschel (* 8. Oktober 1948 in Weißenfels) ist ein deutscher Kommunalpolitiker (Die Heimat). Er war nach der Wiedervereinigung Gründungsmitglied der SPD in Sachsen-Anhalt und war von 1990 bis 1994 sowie von 2001 bis 2013 Bürgermeister von Krauschwitz.
Bekannt wurde Püschel auch durch wiederholte Herabwürdigung von Opfern des Nationalsozialismus und Verharmlosung des Holocaust. Vom Vorwurf der Volksverhetzung wurde er in dritter Instanz freigesprochen.

## Leben
Püschel ist evangelisch, verheiratet und hat 4 Kinder.

### Bildungsgang
In den Jahren 1955 bis 1963 besuchte er die Allgemeinbildende polytechnische Oberschule in Leißling. Im Jahr 1963 wechselte er auf das Weißenfelser Goethegymnasium und 1967 in die Mathematik-Physik-Spezialklasse für begabte Schüler der Martin-Luther-Universität Halle, wo er 1967 auch das Abitur ablegte. Nach dem Abitur begann Püschel in der Weißenfelser Schuhfertigung zu arbeiten und absolvierte nebenher ein Abendstudium an der TU Dresden in der Sektion Fertigungstechnik und Werkzeugmaschinen. Das Studium konnte er 1973 als Betriebsingenieur abschließen.

### Berufliche Tätigkeit
Von 1967 bis 1977 übte Püschel unterschiedliche Tätigkeiten in der Weißenfelser Schuhindustrie aus. Er begann in der väterlichen Schuhfabrik, die nach der Enteignung zur Berufsschule umfunktioniert wurde. Später war er in der sogenannten „Raketeschuhfabrik“ in den Abteilungen Einkauf, Materialwirtschaft, Kalkulation und Technologie beschäftigt. 1977 erwarb er ein Hofgrundstück in Krauschwitz, womit vorerst eine Arbeitsaufnahme in der LPG Stößen als Melker zwingend verbunden war. Von 1982 bis 1990 fand er eine Anstellung als Entwicklungsingenieur in den Leunawerken. 1990 gründete er ein Einzelhandelsgeschäft in Krauschwitz. Im selben Jahr wurde er dort zum hauptamtlichen Bürgermeister gewählt. Im Jahr 1995 gab er seine selbstständige Tätigkeit auf und wechselte als Leiter des Bau- und Finanzwesens zur AWO Hohenmölsen. Bereits 1997 machte er sich erneut selbstständig und spezialisierte sich auf die Sanierung und Bewirtschaftung von Gebäuden.

### Politische Laufbahn von 1990 bis 2010

#### Langjähriger SPD-Bürgermeister in Krauschwitz
Nach der Wiedervereinigung war Püschel Gründungsmitglied der SPD in Sachsen-Anhalt und von 1990 bis 1994 hauptamtlicher Bürgermeister der Gemeinde Krauschwitz. In den Jahren 1994 bis 2001 saß er als Mitglied im Gemeinderat der Stadt Krauschwitz und versah zugleich das Amt des stellvertretenden Bürgermeisters. Parallel dazu saß er von 1994 bis 1999 im Kreistag Weißenfels und betätigte sich im Kreisausschuss. Anschließend war er von 2001 bis 2010 erneut Bürgermeister der Gemeinde Krauschwitz, diesmal ehrenamtlich.

### Politische Betätigung ab 2010

#### Wechsel von der SPD zur NPD 2010/2011
Im Dezember 2010 kündigte Püschel an, bei der Landtagswahl in Sachsen-Anhalt 2011 für die NPD gegen den SPD-Kandidaten Rüdiger Erben, Staatssekretär im Ministerium des Innern des Landes Sachsen-Anhalt, zu kandidieren.  Einem daraufhin angedrohten Parteiausschluss kam er durch Austritt aus der SPD zuvor. Wie aus später veröffentlichten E-Mails bekannt wurde, war der Wechsel zur NPD schon längere Zeit geplant. Um die Aufmerksamkeit der Medien optimal auszunutzen, verschwieg Püschel seine Absichten zunächst und verfasste am 9. November 2010 einen NPD-freundlichen Leserbrief als bewusste Provokation seiner Partei und der Öffentlichkeit. Zu diesem Zeitpunkt stand er bereits in Kontakt mit regionalen NPD-Funktionären. Erst nach dem zu erwartenden Echo in SPD und Medien erklärte er im Dezember 2010 seine Absicht, für die NPD zu kandidieren. Die NPD scheiterte bei der Landtagswahl in Sachsen-Anhalt am 20. März 2011 knapp an der Fünf-Prozent-Hürde.

#### Ausschluss aus dem Kreiskirchenrat 2011
Der Kreiskirchenrat des Kirchenkreises Naumburg-Zeitz entzog Püschel sein Mandat als Mitglied im Gemeindekirchenrat Teuchern, da die Kandidatur für die NPD mit dem Ehrenamt eines Kirchenältesten unvereinbar sei.

#### Enthebung aus dem Bürgermeisteramt 2013
Bei den Wahlen 2011 wurde Püschel von den Wählern im Amt des Bürgermeisters bestätigt. Zwei Jahre später, am 8. Mai 2013, wurde er jedoch seines Amtes enthoben, nachdem er rechtsextreme Texte im Internet publiziert hatte. Püschel scheiterte im September 2013 mit einer Klage gegen die Suspendierung vor dem Verwaltungsgericht Magdeburg. Das Gericht sah „beamtenrechtliche Pflichten wie Verfassungstreue und Gebot der Mäßigung in politischen Ansichten“ auch für ehrenamtliche Ortsbürgermeister als erforderlich an.

#### Gerichtsverfahren wegen Holocaustleugnung
Am 1. Oktober 2013 verurteilte das Amtsgericht Weißenfels Püschel wegen Volksverhetzung zu 3000 Euro Geldstrafe, da er Texte im Internet veröffentlicht hatte, die Verbrechen an der jüdischen Bevölkerung in der Zeit des Nationalsozialismus leugneten. Das Urteil wurde im Sommer 2014 vom Landgericht Halle bestätigt. Püschel legte Revision ein. Für die Veröffentlichung einschlägiger jugendgefährdender Inhalte im Internet sollte Püschel darüber hinaus ein Bußgeld von 24.750 Euro an die Medienanstalt Sachsen-Anhalt (MSA) zahlen. Im August 2016 wurde bekannt, dass das Oberlandesgericht Naumburg im Oktober 2015 das Urteil des Landgerichts aufgehoben und Püschel vom Vorwurf der Volksverhetzung freigesprochen hatte. Das Gericht hatte seinem Urteil keine überregionale Bedeutung beigemessen.
Patrick Bahners bezeichnete dieses Urteil als „Skandal, moralisch und handwerklich“.

#### Mitglied des Kreistags
Püschel war von 2014 bis 2019 als Abgeordneter der NPD im Kreistag des Burgenlandkreises vertreten. Im März 2016 sorgte er mit einer im Kreistag gehaltenen Rede für einen Eklat. Nach Ansicht vieler Kreistagsmitglieder habe er Flüchtlinge beschimpft und erneut den Holocaust relativiert. Landrat Götz Ulrich (CDU) kündigte daraufhin eine Strafanzeige an und ließ das Protokoll der Püschel’schen Rede im Wortlaut an das Bundesverfassungsgericht weiterleiten.

## Publizistische Tätigkeit
Püschel ist Kolumnist der sich als „parteiunabhängig“ bezeichnenden Website KOMPAKT-Nachrichten (Slogan „… wir sprechen Deutsch!“), die von dem in England registrierten Verlag Nationaler Bildungskreis Ltd. betrieben wird.